# Cryptophis nigrescens
Cryptophis nigrescens là một loài rắn trong họ Rắn hổ. Loài này được Günther mô tả khoa học đầu tiên năm 1862.
Đây là loài đặc hữu của miền đông Australia.
C. nigrescens được tìm thấy ở các bang New South Wales, Queensland và Victoria của Úc. 

## Hình ảnh

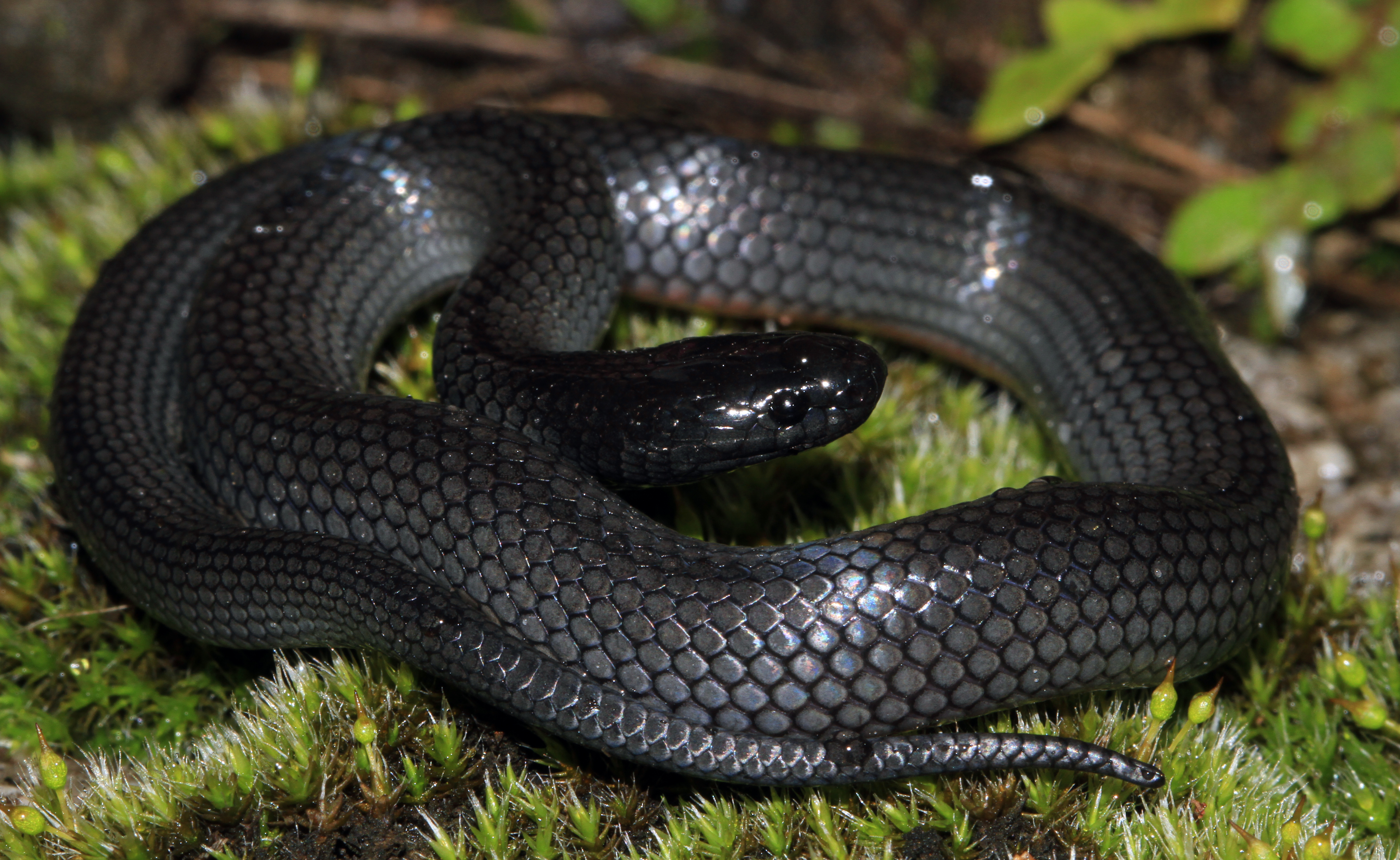